# Michaeloplia pilosa
Michaeloplia pilosa är en skalbaggsart som beskrevs av Blanchard 1850. Michaeloplia pilosa ingår i släktet Michaeloplia och familjen Melolonthidae. Inga underarter finns listade i Catalogue of Life.